# Suctobelbella variosetosa
Suctobelbella variosetosa är en kvalsterart som först beskrevs av Hammer 1961.  Suctobelbella variosetosa ingår i släktet Suctobelbella och familjen Suctobelbidae. Inga underarter finns listade i Catalogue of Life.